# Elsnes
Elsnes est une localité du comté de Troms, en Norvège.

## Géographie
Administrativement, Elsnes fait partie de la kommune de Storfjord.